# Pedro de Castañeda Nájera
Pour les articles homonymes, voir Castañeda et Nájera.
Pedro de Castañeda Nájera, parfois appelé Pedro de Castañeda ou Pedro de Castañeda de Nájera, est un conquistador et un chroniqueur espagnol du XVIe siècle surtout connu pour le récit qu'il a rédigé de l'expédition conduite par Francisco Vásquez de Coronado pour tenter de trouver les mythiques cités d'or.

## Vie et carrière
On sait très peu de choses directement à son propos. La plupart des historiens ont déduit de son nom sa naissance à Najera, mais les dépouillements et les recoupements de documents effectués par Richard Flint et Shirley Cushing Flint tendent à montrer qu'il est plus probablement originaire de Baeza en Andalousie où il est vraisemblablement né vers 1515, et ceci n'exclut pas le fait que sa famille était sans doute originaire de La Rioja,.
Il préfère habituellement se désigner sous le nom de « Pedro de Nájera ». Le nom « Castañeda » provient d'une annotation du manuscrit de la "Jornada" qu'il a sans doute lui-même rédigé. Le récit était sans doute destiné à satisfaire les demandes et les recherches d'Alonzo de Zorita, auditeur de la Real Audiencia de Nueva España, et du frère Cyndos (ou Jacinto) de San Francisco effectuent afin de proposer au roi d'Espagne et à son « Consejo de Indias » (Conseil des Indes), une nouvelle expédition destinée à évangéliser les indigènes qui habitent les régions que Francisco Vásquez de Coronado avait visitées. Or il existe dans l'entourage d'Alonzo de Zorita, un jeune interprète nommé Pedro Gomez de Nájera et Pedro Castañeda Nájera a utilisé un nom associé à sa propre famille afin de s'en distinguer.
On ne sait pas quand il a émigré en Nouvelle Espagne. Au début de 1540, il réside dans les faubourgs et Guadalajara. Le 22 février 1540, il participe à une revue que Francisco Vásquez de Coronado fait passer à ses troupes devant le vice-roi Antonio de Mendoza à Compostela de Indias. Il fait partie de la compagnie de cavaliers qui est dirigée par Diego de Guevara. Il possède deux chevaux et une cotte de mailles, une armure et des armes de fabrication locale.
Il fait partie de la colonne principale qui est placée sous le commandement de Tristán de Luna y Arellano et n'est par conséquent ni un membre de l'avant-garde ou des expéditions secondaires que Francisco Vásquez de Coronado créées à des fins d'information. Beaucoup de faits qu'il rapportent (la mort de Melchior Diaz, la découverte du Grand Canyon, la montée au Pueblo Acoma) sont des évènements qui lui ont été rapportés par d'autres.
Il quitte l'expédition lors du retour de celle-ci à Culiacán. L'historien du XVIIe siècle, Fray Antonio Tello identifie Pedro de Nájera comme un « très ancien habitant » de la Villa de San Miguel de Culiacán. Il s'y serait marié et aurait eu huit enfants, mais on ignore tout à propos de son épouse.

## Œuvres

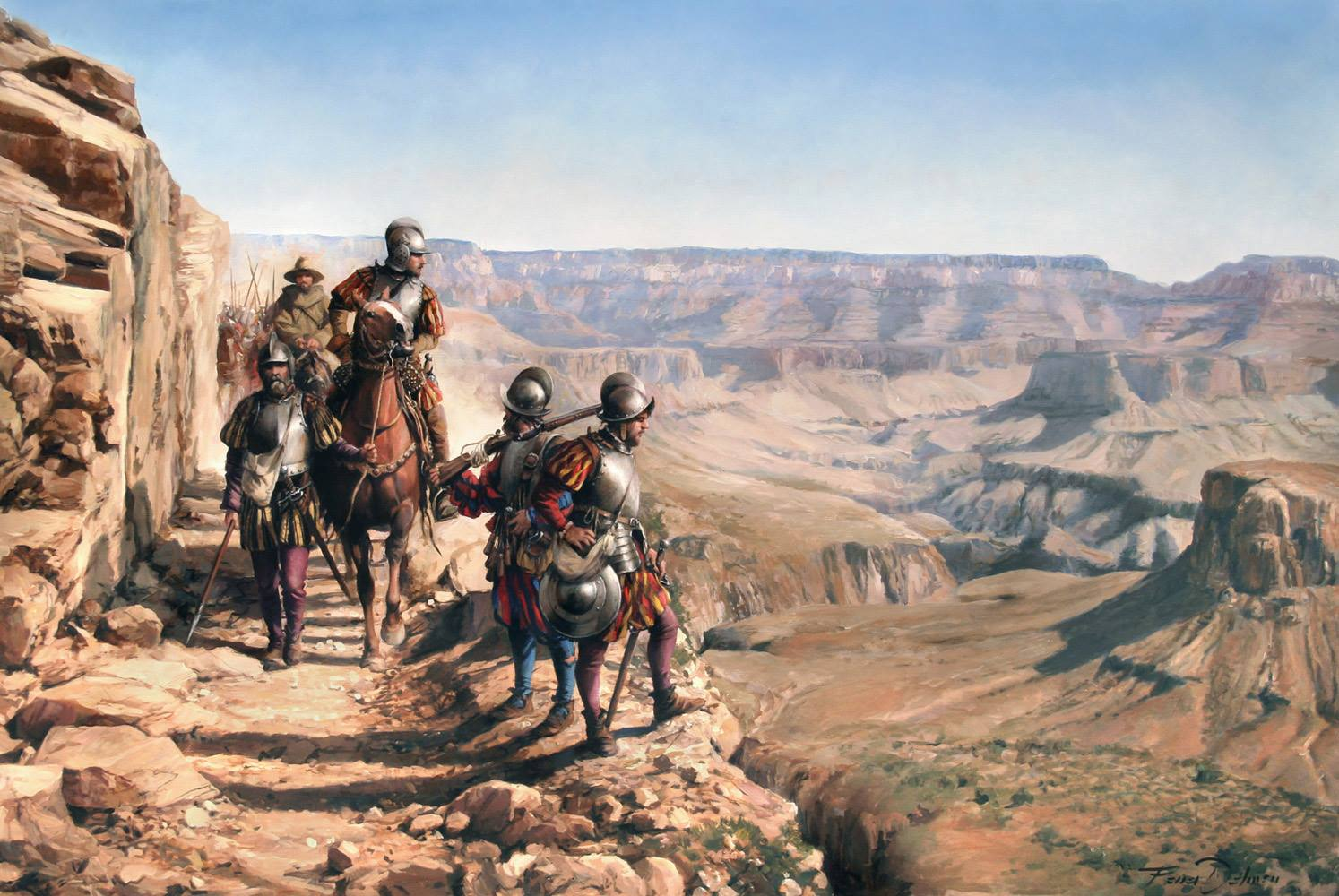
La conquista del Colorado

La « Relación de la jornada de Cíbola compuesta por Pedro de Castañeda de Nájera donde se trata de todas aquellos poblados y ritos y costumbres, de la cual fue el año del 1540 » (Récit du voyage à Cibola composée par Pedro de Castañeda de Nájera dans laquelle on traite de tous ces peuples de leurs rites et coutumes) est le seul ouvrage que Pedro de Castañeda Nájera a laissé. Elle a été rédigée vers 1560, mais nous est parvenue sous la forme d'une copie manuscrite qu'un copiste professionnel, Bartholomé Niño Velásquez, réalise le 26 octobre 1596, à partir d'un original que personne n'a jamais retrouvé.
Cette copie manuscrite aurait fait partie des collections de documents, constituées par le philosophe et historien Juan Bautista Muñoz (es) qui n'avaient pas été déposés à la Bibliothèque royale d'Espagne) et qui seraient restés aux mains de Antonio de Uguina, un ami de l'écrivain. Personne ne sait exactement comment Henri Ternaux-Compans devient propriétaire de la collection d'Antonio de Uguina. Il publie en 1838, une traduction en français, la « relation du voyage de Cibola entrepris en 1540 », accompagnée de celle d'un certain nombre d'autres documents qui est accueillie par un grand succès. Des extraits de ses ouvrages sont traduits dès 1839 par Ludwig von Alvensleben (en), en deux volumes, sous le titre « Amerika, seine Entdeckung und seine Vorzeit, nach Originalmemoiren und Berichten herausgegeben von H. Ternaux-Compans », chez l’éditeur F. W. Goedsche, à Meissen,. L'historien William H. Prescott fait allusion, dans la préface de son ouvrage « The History of the Conquest of Mexico » (l'Histoire de la conquête du Mexique), publiée en 1839, à l'aide qu'il a reçue d'Henri Ternaux-Compans.

## Sources
Ouvrages et articles
- (en) George Parker Winship (Auteur et traducteur), Project Gutenberg, « The Coronado Expedition, 1540-1542. », Excerpted from the Fourteenth Annual Report of the Bureau of Ethnology to the Secretary of the Smithsonian Institution, 1892-1893, Part 1., J. W. Powell,‎ 14 novembre 2015 (lire en ligne).
- (en) Richard Flint et Shirley Cushing Flint, Documents of the Coronado Expedition : ‘They Were Not Familiar With His Majesty, Nor Did They Wish to be His Subjects’, Albuquerque, University of New-Mexico Press (première édition par les presses de la Southern Metodist University de Dallas en 2005), 2012, 760 p. (ISBN 978-0-8263-5134-0, lire en ligne).
- [Relation du voyage de Cibola entrepris en 1540] Henri Ternaux-Compans, Voyages, relations et mémoires originaux pour servir à l'histoire de la découverte de l'amérique, publ par M. Ternaux,, Paris, Arthus Bertrand, 1838, 472 p. (lire en ligne).
- Philippe Billé, « Les œuvres de Henri Ternaux et leur postérité », Bulletin hispanique, nos 109-1,‎ 2007, p. 301-314 (DOI 10.4000/bulletinhispanique.93, lire en ligne).
- William Hickling Prescott, Histoire de la conquête du Mexique, Paris, Firmin Didot frères, 1846, 1131 p. (lire en ligne).
- (es) Carmen de Mora Valcárcel, Las Siete Ciudades de Cíbola. Textos y testimonios sobre la expedición de Vázquez Coronado., Seville, Ediciones Alfar, 1992, 228 p. (ISBN 978-8-478-98047-5).

Ressources en ligne
- (en) The Coronado expedition, 1540-1542, Washington D.C., Government Printing Office, 1896    (Wikisource anglophone).
- (es) José María González Ochoa, « Pedro de Castañeda Nájera », sur Real Academia de la Historia, Biografias, Madrid, Real Academia de la Historia (consulté le 4 juin 2021).
- (en) « Castañeda, Pedro de, », sur Handbook of Texas Online, Handbook of Texas, Austin, Texas State Historical Association., 28 juillet 2020.
- (en) Kathy Weiser-Alexander, « Pedro De Castaneda of the Coronado Expedition », sur Legends of Kansas, 28 février 2021.